# Teke (település)

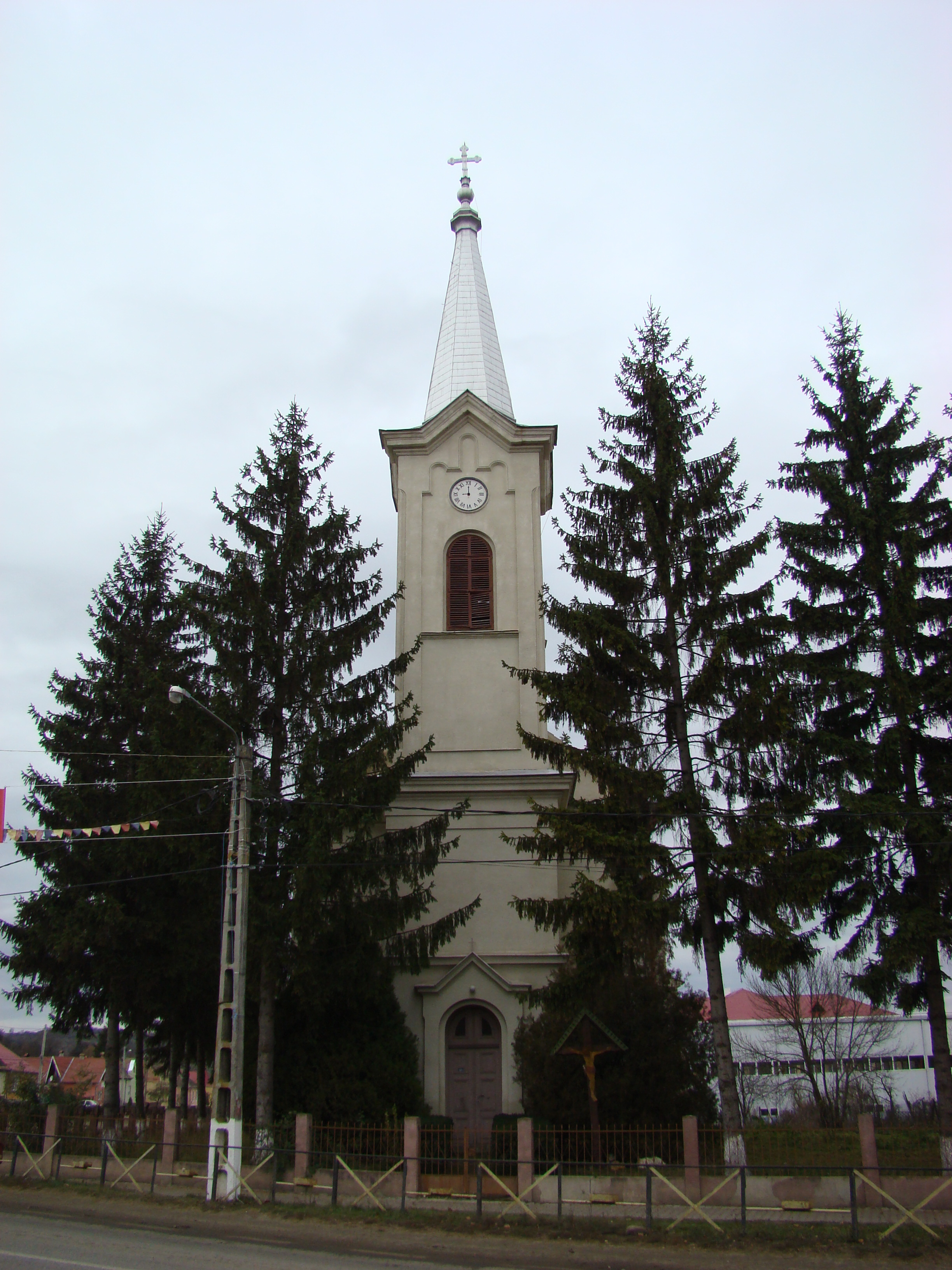
A római katolikus templom

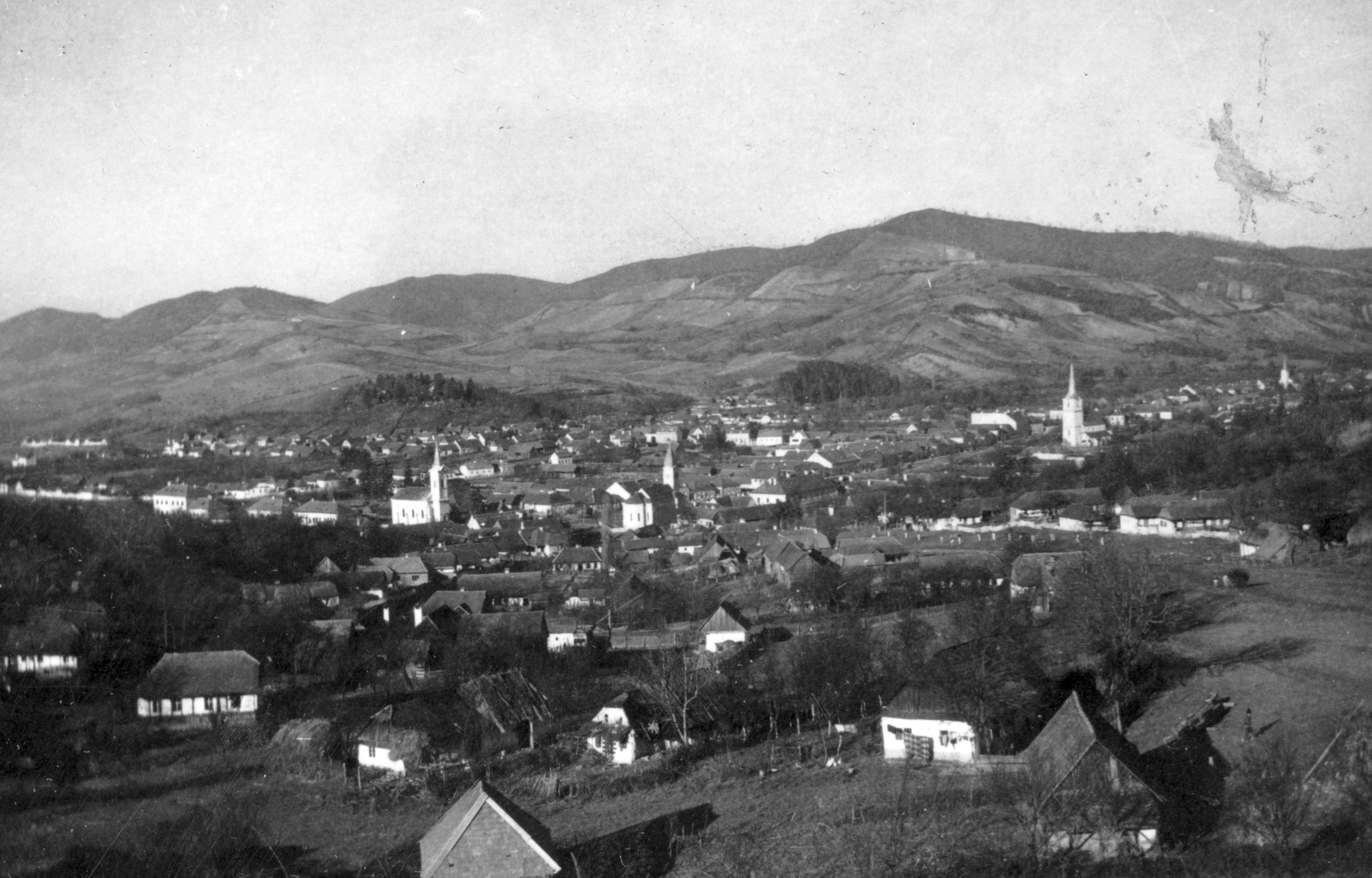
Látkép délkeletről, 1921-ben

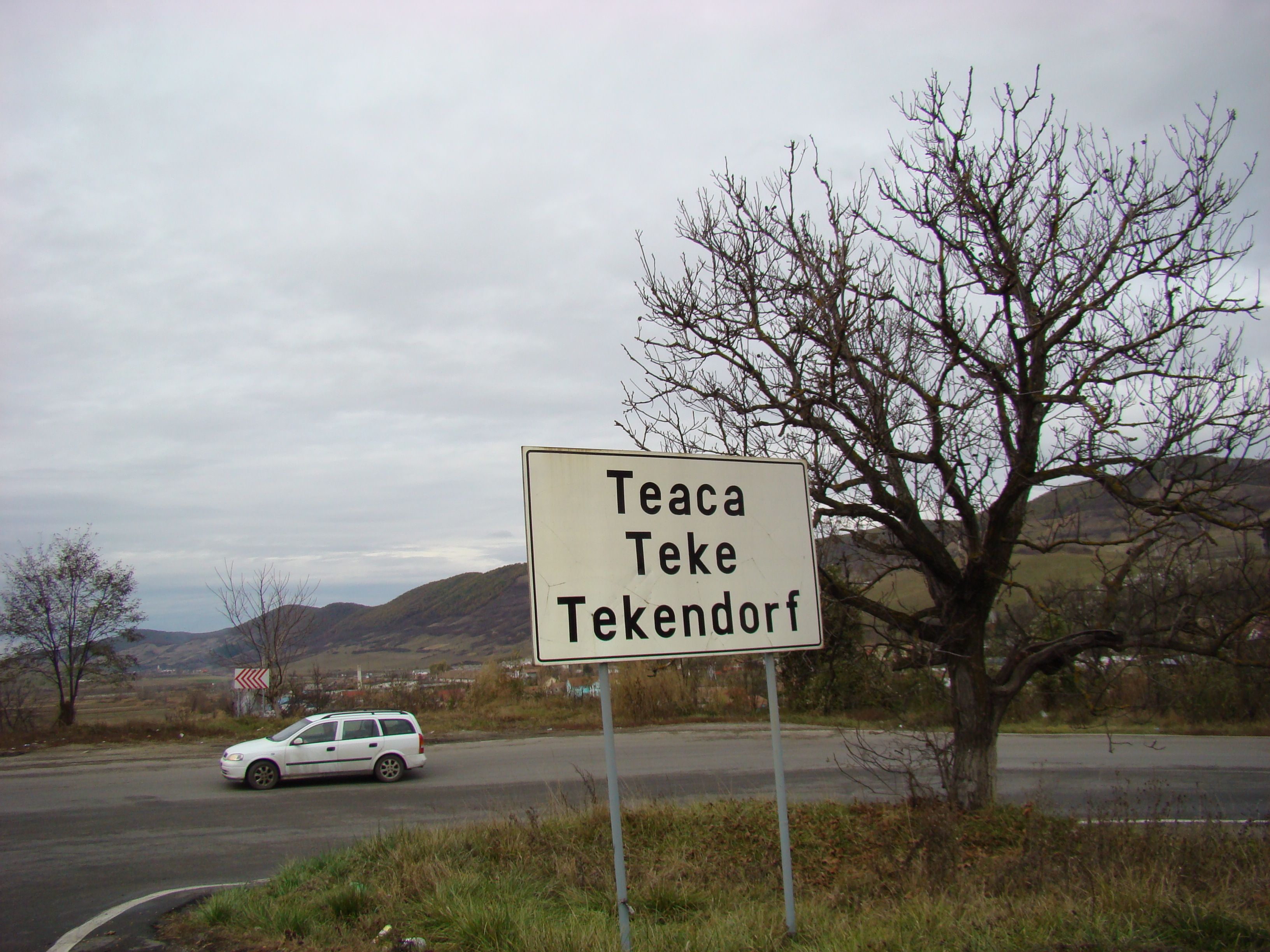

Teke (románul Teaca, németül Tekendorf) falu Romániában, Erdélyben, Beszterce-Naszód megyében.

## Fekvése
A Mezőség keleti peremén, Szászrégentől 25 km-re északnyugatra, Besztercétől 36 km-re délre fekszik.

## Nevének eredete
Valószínűleg török eredetű személynévből való. Első említése: Theke (1318).

## Története
Teke a Kökényes-Radnót nemzetség birtoka volt, melyet a király 1332-ben, miután Kukenes fia János fia Rénold örökös nélkül halt meg, 1322-ben a Kacsics nemzetségből való Simon székely ispánnak adott.
A középkorban szász település volt. 1403-ban már iskolája működött. 1446-ban mezővárosként említik, Szent László napján országos vásárral. 1486-ban földesura, Szobi Mihály fölmentette a jobbágyi szolgáltatások alól és két újabb vásár tartására adott szabadalmat. Ekkor több halastóval bírt. 1565-ben alakult meg a közös evangélikus–református káptalan, a reformátusok fősége alatt. Evangélikusai ezután háromszáz évig a református egyház felügyelete alá tartoztak. 1566-ban mint bortermelő város olyan kiváltságot kapott, melynek értelmében területére tilos volt sört bevinni. 1610-ben felperzselték.
A 17–18. században a Wass család birtoka volt. Magyarok a 18. század elején költöztek be. A Milgasban ('Malom utca') települtek le, amelyet lakóiról később Magyar utcának/Ungargassénak neveztek el. 1734-ben hétfőnkénti hetivásár tartására nyert szabadalmat, amelyet egészen máig megtartanak. Huszonnégy falu állandó piacozó helye volt. Városi kiváltságait azonban fokozatosan elveszítette. Bár 1608-ban szabadalmat kapott, melynek értelmében a benne letelepedő jobbágyokat volt földesuruk nem zaklathatta, ezt a 18. században nem tartották be. 1773-ban Schmidt közbenjárására a hatóságok Michael Groh személyében katolikust jelöltek bírónak, de a lutheránus többség nem volt hajlandó beiktatni. Ekkor főispáni rendeletre az egész városvezetést börtönbe vetették, Groh-t pedig beiktatták. 1777-ben elveszítette korábbi jogát, hogy peres ügyekben a megyei törvényszéktől a Szász Egyetemhez fellebbezhessen, 1780-ban pedig büntetőügyekben a községi bíráskodás jogát is.
1750-ben 284 adózó háztartást számlált. 1764-ben a Trauttmannsdorff dragonyosezred egyik századát helyezték el benne, akiket 1781-ben a Szavoyai Jenő herceg lovasezred egyik százada váltott. 1766-ban és 1769-ben véres összetűzésekre került sor a tekeiek és pintákiak, valamint a szomszédos román határőrfalvak lakói között. Az 1770-es években kezdték el szalma helyett zsindellyel fedni a város házait, amelyek kevés kivétellel ekkor még fából épültek. 1771-ben Mathias Schmidt jezsuita páter római katolikus egyházközséget alapított, kezdetben minden harmadik vasárnap magyar nyelvű prédikációval. Az első áttérők módos szász gazdák voltak, de a város román pásztorai is a katolikus templomot látogatták és a plébános elkezdte a cigányok pasztorizációját is. 1793-ban csak magyarul beszélő plébánost helyeztek az egyházközségbe. 1791-től a református magyar lakosok is anyaegyházat alkottak. 1776 és 1778 között postaállomást szerveztek benne. 1805-ben 8 egyházi személy, 429 szabad polgár, 74 özvegy, 21 cigány és 11 román zsellér lakta. A négy etnikum egészen a második világháborúig egymástól területileg elkülönülten élt.
1810-ben Kolozs vármegye tizenhét faluból álló járásának székhelye volt, majd 1850-es években ideiglenesen egy ennél jóval nagyobb kerület (Bezirk) székhelyeként fungált. 1820-ban csapolták le hatalmas, a Szászerkedre vezető úttól egészen Szászaknáig terjedő halastavát. Városias kultúráról árulkodik, hogy a 19. század első felében a különböző felekezetekhez tartozó felnőtt polgárok túlnyomó többsége legalább a nevét le tudta írni. 1843-ban a Dipséről származó Michael Friedrich Weber alapított benne gyógyszertárat 1848 őszén, Constantin Roman-Vivu vezetésével egy háromezer fős román légió táborozott a városban, hozzájuk csatlakozott a kétszáz fős szász nemzetőrség is. Ezért 1849. január 7-én a magyar hatóságok tízezer forintos hadisarcot róttak ki rá. A városvezetés 1850-ben kérelmezte, hogy Kolozs vármegyéből kiválva csatolják a helységet a Szászföldhöz. Zsidó hitközsége az 1860-as években jött létre, de saját rabbija csak 1884-től volt. 1874 és 1884 között rendezett tanácsú város volt, de nem bírván az ezzel járó költségeket, visszaalakult nagyközséggé. Önálló görögkatolikus egyházközsége 1876-ban alakult, a görögkatolikus román iskolát 1894-ben szervezték. 1885-ben bevezették az utcai világítást. Szántóföldjeit az 1890-es években tagosították. 1930-ban 7008 holdas határának 55%-a volt szántó, 23%-a erdő, 14%-a legelő és 10%-a rét. Bortermelése jelentős volt, az állami gazdaság 1980-ban még 140 hektáron művelt szőlőt, szőlői azonban mára nagyrészt tönkrementek. 1936-ban alapították ortodox egyházát.
1920-ig Kolozs vármegyéhez, a román közigazgatásban 1926-ig Kolozs megyéhez majd 1940-ig Maros megyéhez tartozott, a második bécsi döntés után 1944-ig Maros-Torda vármegye része.
1944 márciusában a frontról visszatérő német katonákat kvártélyoztak be, és több hónapon át itt működött egy Vityebszkből visszavont hadtörzs szállása is. A hadsereg jelenléte miatt szeptember 3-án az ellenség bombázta. A német hadsereg szeptember 13–14-én nyugatra evakuálta szász lakosságát, az otthon maradottakat szovjetek kényszermunkára hurcolták.

### Teke1837-ben
“A házak homlokzata nagyon cifra, s tán egy sincs, melyen színezett vagy metszett ábrázolat ne lenne; szinte elmondhatni a szentírásból vett s más rímes felírásokról is. A házak mind utcára nyúlnak, a régiebbeknek elöl széles tornáca van, három félhold alakú nyílással; itt szeret esténként mulatni a nép. […] A mellékutcák épületei szalmások, minthogy homlokok nincs, ablaktáblájára mázolják szeszélyes cifraságaikat. […] Piaca tágas és hosszú, de igen csinatlan, mit főleg a félholdba vonuló házsoroknak tulajdoníthatni. Ehhez egyebek is járulnak, mik e nemzet szoros önzésit tanúsítják: piacán patak csavarog le, oly rendetlenül és oly szabálytalan mederrel, mint egy senkitől sem látogatott havasi patak, a piactéren épült tanácsház inkább csak árnyéktartó, de romladozott kőfala életünkről nem kezeskedik, ferdíti végre a katonalóól és mocsár. Vagyon körüle nyolc kút, ezért kevés udvaron láthatni. […] Vagyon heti- és országos vására. Hetivására hétfőn esik, de több vásáros helyek igen csekély vidéket engednek neki. Boltja egy sincs […] Vagyon postahivatala […] Van traiteure, de ha a katonatisztek nem, utazók bizonnyal nem gazdagítják. […] egy völgyben sós vizet buzog, ezzel kívánja felejtetni az ivóvíz szűkét és kellemetlenségeit. […] A várost bíró igazgatja, tizenkét tanácsnokával; közülök hat ev. lutheranus, három r. katholikus, három ev. református. […] Különösen hasznot hajt a hagyma, cseresznye és lótenyésztés. Juhok éppen nincs. […] Nyáron nyolc órakor reggeliznek, és mindig főttet, délben szalonnát esznek a kedves hagymával, a vacsora viszont főtt. […] Szorgalmok országszerte híres, s méltán, mert még nem virradt meg, s a mező utai munkásoktól sötétlenek, mint egy vándorhangyaszalag. A kétkedést felébreszteni nem akarom, de mint bizonyost állítom, hogy éjen is folytatják mezei dolgokat […] Ünneplő köntösök a férfiúkornak: széles fekete kalap, vékony ing, szürke flánel- v. kék posztónadrág, kordován vagy borjúbőr csizma. […] Öltözete az ifjúságnak is ilyen, de ügyeljünk kalapjára, ha a gyermektől megkülönböztetni akarjuk.  Öklömnyi virágcsomóval terhelt kalapjokról messze nyúlong a fekete szalag, ezen fekete szalagot kétfelől zsinór övezi, s ezen fekete szalagon a két öv között van az ifjúság címere, az aranyos zsinór. […] A nőknek – minthogy koroknál fogva négy osztályba oszlanak – négyféle öltözésök is. A tisztes őszkoré: fejér főkendő, fekete zeke, ily színű alsóruha és kötény s kordován csizma. A középkorúaké egyforma az ifjú nőkével, annyi különbséggel, hogy az ifjú nők fejöken szalagot is viselnek, mindkettőjöké tehát: fejér fátyol mint főkendő, vékony ing, fekete kötény alakú kicsiny palást, fejér köntös és kötény, derekakon szövetöv.

	A leányok fején bársony anyagú, fekete kalpagszerű hosszúkás párta ül, alóla singnyi hosszú veres és kék szalagok kígyóznak, valamivel kevesebb számmal, mint Torockó szép hölgyeiéről; nyakokon égszín fátyol, derekakon fekete mellény s egyszerű öv; köntösök és kötényök fejér. […] Ökröt nagyon keveset tartanak, s kiknek van, azok is csak hordáskor használják. Lovat egy szekérbe négynél többet vagy kevesebbet látni nagy csoda.

Kendert nagyon sokat termesztenek, mind megfonják, s mással szőttetik. Hagymatermesztésökről ők tesznek bizonyságot Erdély csaknem minden vásáraiban. – Változójok annyi, hogy rossz gazdaasszony, ki télen és nyáron mosásra kénszeríttetik, s így kétszer mosnak évenkint, tavasszal és ősszel. Ha nyáron születik gyermekök, keresztelésével időt nem vesztegetnek, télre hagyják, s ekkor több napokig foly lakomája. A város minden férfiai ez öt nevet viselik: András, György, János, Márton és Mihály; a nők e hármat: Katalin, Zsófia, Zsuzsanna. A leányok tizennégy, a férfiak húszéves korokban mind házasságra lépnek, mivel eddig nem szabada.” (Kőváry László: Teke, népszokásaival 1837. Nemzeti Társalkodó, 1840, 2.)

## Lakossága
1850-ben 1675 lakosából 1220 volt német, 239 magyar, 137 cigány és 73 román nemzetiségű; 1218 evangélikus, 211 római katolikus, 180 református és 66 görögkatolikus vallású.

1900-ban 2554 főből 1179 német, 596 magyar, 586 román és 193 cigány anyanyelvű; 1088 evangélikus, 567 görögkatolikus, 461 római katolikus, 299 református és 117 zsidó vallású volt. 47%-uk tudott írni–olvasni, a nem magyar anyanyelvűek 37%-a beszélt magyarul.

2002-ben 2089 lélek lakta, közülük 1369 román, 484 magyar, 196 cigány és 40 német nemzetiségű, 1391 ortodox, 350 református, 167 adventista, 58 római katolikus, 46 görögkatolikus, 32 pünkösdista és 29 evangélikus vallású.

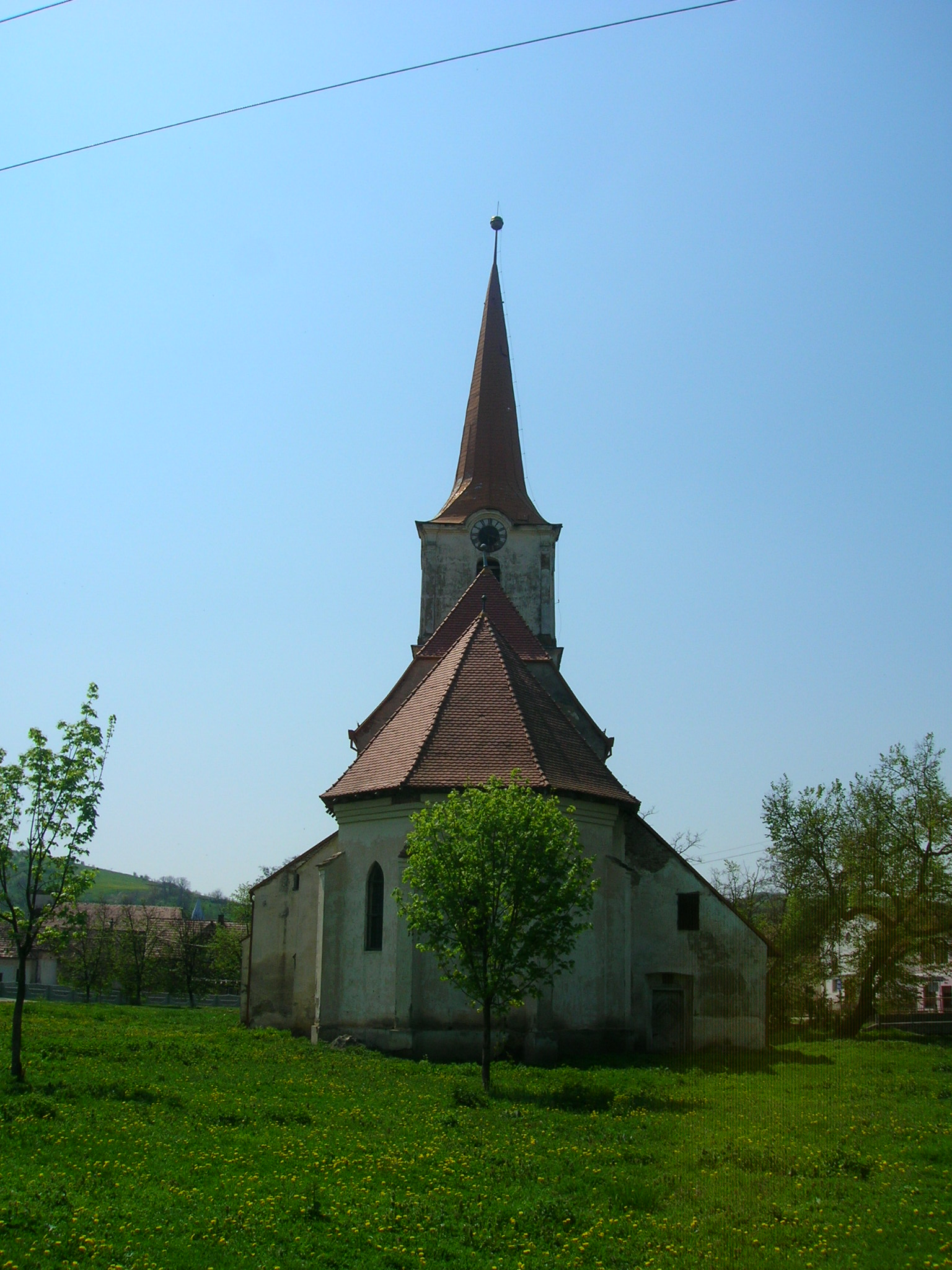
Evangélikus templom

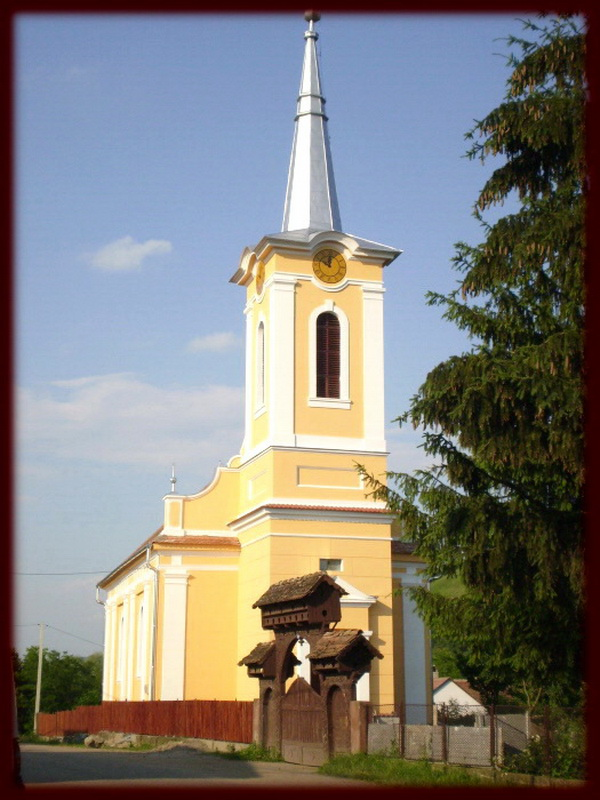
Református templom

## Látnivalók
- Evangélikus temploma gótikus stílusú, a 14. században, tornya a 15. században épült. Várfalait 1870-ben bontották le.
- Református temploma 1844-ben, a római katolikus 1880-ban épült.
- Volt kaszárnya, majd városháza, majd evangélikus iskola (1760-as évek, emeletes).
- Volt városháza (1857–59).
- Evangélikus parókia (1863, a régebbi alapjain).

## Híres emberek
- 1852-ben Eckard evangélikus lelkész házában szállt meg Ferenc József.
- 1877 és 1886 között a telekkönyv-vezetőségen dolgozott Jékey Aladár költő. Ő volt az 1885-ben alapított EMKE-kör egyik szervezője.
- 1893-ban itt született Sámson Mária opera-énekesnő.

## Oktatás
- A településnek középiskolája van, Constantin Romanu Vivu Elméleti Líceum néven.
- A magyar nyelvű iskolai tagozat 2016 előtt megszűnt.[9]